# ريتشارد جاكسون (سياسي)
ريتشارد جاكسون (بالإنجليزية: Richard Stephens Jackson)‏ هو كاتب عدل ‏ وسياسي بريطاني (وحمل سابقاً جنسية المملكة المتحدة لبريطانيا العظمى وأيرلندا)، ولد في 7 مايو 1850، وتوفي في 10 يونيو 1938. حزبياً، نشط في الحزب الليبرالي. في الانتخابات العامة في المملكة المتحدة 1906 ‏، انتخب عضو برلمان المملكة المتحدة الـ28 عن دائرة Greenwich (UK Parliament constituency) ‏ (12 يناير 1906 – 10 يناير 1910).